# Prototaxites
Genre
Prototaxites est un genre fossile découvert en 1859. C'est probablement une structure symbiotique associant un champignon et des algues, ayant poussé au Silurien et au Dévonien, entre 420 et 350 millions d'années. Le plus grand spécimen connu devait mesurer 8,80 mètres de long pour 1,37 mètre de diamètre.

## Historique

### Un conifère?
Les fossiles de Prototaxites ressemblent à première vue à des morceaux de bois pétrifiés et peuvent présenter des cercles concentriques qui rappellent des cernes de croissance. Par rapport aux autres organismes connus de cette période, il s'agit de fossiles « géants ». En 1843, Sir William Edmond Logan fit la découverte d'un fossile, un « tronc » long de plus de 2 mètres et large de 91 centimètres, dans des couches datant du Dévonien à Seal Cove dans la région de la Gaspésie au Québec. Il ramena le fossile à Montréal.  Quatorze ans plus tard John William Dawson, un scientifique canadien, s'intéressa à ce fossile  et en 1859  il interpréta ce fossile comme le bois d'un conifère en partie décomposé par des champignons. Le nom Prototaxites signifie « premier if » dans le sens de « premier conifère ».

### Une algue? un champignon? un lichen? ou une forme de vie éteinte?
Dès 1872, l'interprétation de Dawson a été mise en doute par William Carruthers qui, ayant étudié l'anatomie de Prototaxites au microscope, découvrit qu'il ne possédait pas de cellules végétales semblables à celles des plantes terrestres mais des « filaments » tubulaires proches du mycélium des mycètes. Carruthers compare ce taxon aux champignons, aux lichens et aux algues, pour conclure qu'étant donné son âge et sa taille, il doit s'agir d'une algue qu'il renomme Nematophycus : « algue à tubes ».
En 1919, Arthur Herbert Church suggère qu'étant donné la taille que peuvent atteindre les mycéliums de certains champignons actuels, il est tout à fait possible que Prototaxites soit un champignon  pouvant atteindre un mètre de circonférence à la base et s'élevant verticalement jusqu'à huit mètres de haut. Cet organisme a été considéré comme le plus grand de cette époque. Cette remarque n'est pas prise en compte et, bien qu'il y ait un grand nombre de preuves que Prototaxites soit un organisme terrestre,, il reste classé parmi les algues.  
En 2001, après vingt ans de recherches, Francis Hueber, du National Museum of Natural History de Washington relance l'hypothèse de Church en s'appuyant sur une étude anatomique détaillée et sur de nouveaux spécimens provenant du Canada, d'Arabie Saoudite et d'Australie. Il interprète Prototaxites comme le sporophore pérenne d'un champignon et propose une reconstruction de forme assez proche de l'actuel Mutinus caninus, mais beaucoup plus grande, qui pose la question de la solidité d'une telle structure verticale, et celle de sa nutrition à une époque où il y avait encore peu de végétation, peu de sol et donc peu de nutriments disponibles. Or un champignon hétérotrophe d'une telle taille aurait besoin d'une grande quantité de matière organique pour se nourrir. De plus on ne connaît pas de spores de Prototaxites. 
En 2002, Marc-André Selosse, professeur au Muséum national d'histoire naturelle de Paris, a émis l'hypothèse que Prototaxites était une sorte de lichen: l'association d'algues et d'un champignon. Cela expliquerait la nutrition de Prototaxites : matière organique et photosynthèse. De plus, certains lichens peuvent avoir une reproduction uniquement végétative ce qui expliquerait l'absence de spores. Ce scénario réconcilie les traits ultrastructuraux fongiques à une nutrition algaire dont témoignent les données paléobiochimiques ou isotopiques. Depuis 2007, l'analyse isotopique (rapport des isotopes 12 et 13 du carbone) des tissus fossilisés a confirmé l'hétérotrophie de la structure fongique et l'autotrophie algaire, qui peut expliquer l'extinction des Prototaxites au Dévonien : l'apparition des plantes photosynthétiques de grande taille a pu être fatale à un grand lichen à croissance végétative et lente.
En 2010, une nouvelle explication est proposée par Linda Edwards Graham (es) de la Botanical Society of America et son équipe : Prototaxites a pu former de grandes surfaces de mousses et de biofilms fongiques et bactériens poussant horizontalement sur le sol, ce qui expliquerait l'absence d'embranchements et de septums sur tous les fossiles connus. La stratification de biofilms aurait associé différents tissus : un bryophyte de la famille des Marchantiales en symbiose avec des cyanobactéries, ultérieurement colonisé par des champignons, et enfin enroulé sur lui-même par dessication avant d'être fossilisé par submersion et enfouissement dans la vase.
En mars 2025, un article par Corentin C. Loron et al. en prépublication et qui n'a pas encore été certifié par un examen par les pairs propose de classifier les Prototaxcites dans une lignée terrestre d'Eucaryotes multicellulaires désormais entièrement éteinte. En effet, l'analyse des parois cellulaires de P. taiti révèle des composés aliphatiques, aromatiques ou phénoliques qui évoquent les produits de fossilisation de la lignine et non de la chitine ou du chitosane, typiques des champignons actuels ou anciens dont les champignons contemporains des Prototaxites.

## Images

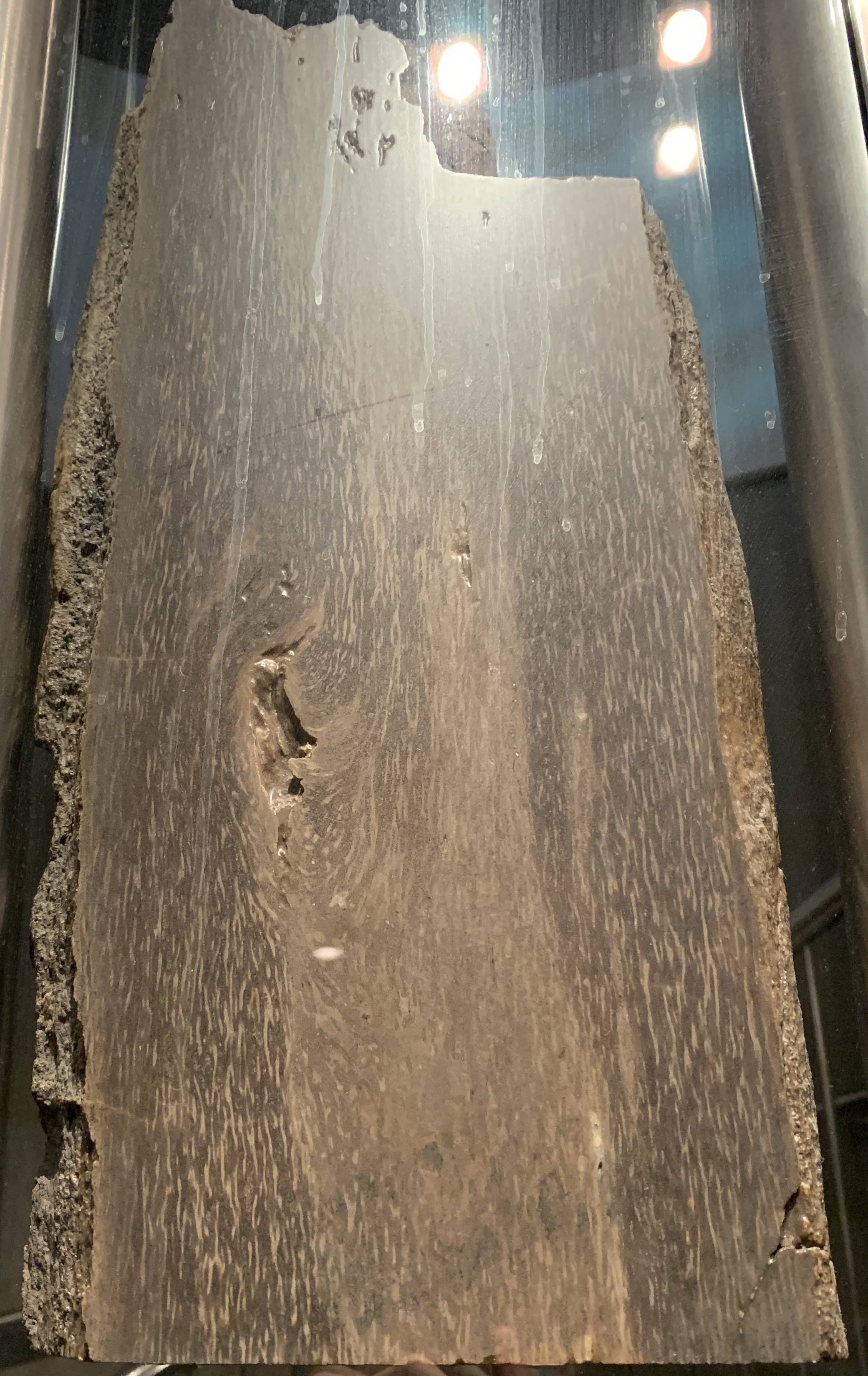
Fossile de Prototaxites exposé au Musée royal Tyrrell de paléontologie (Canada).
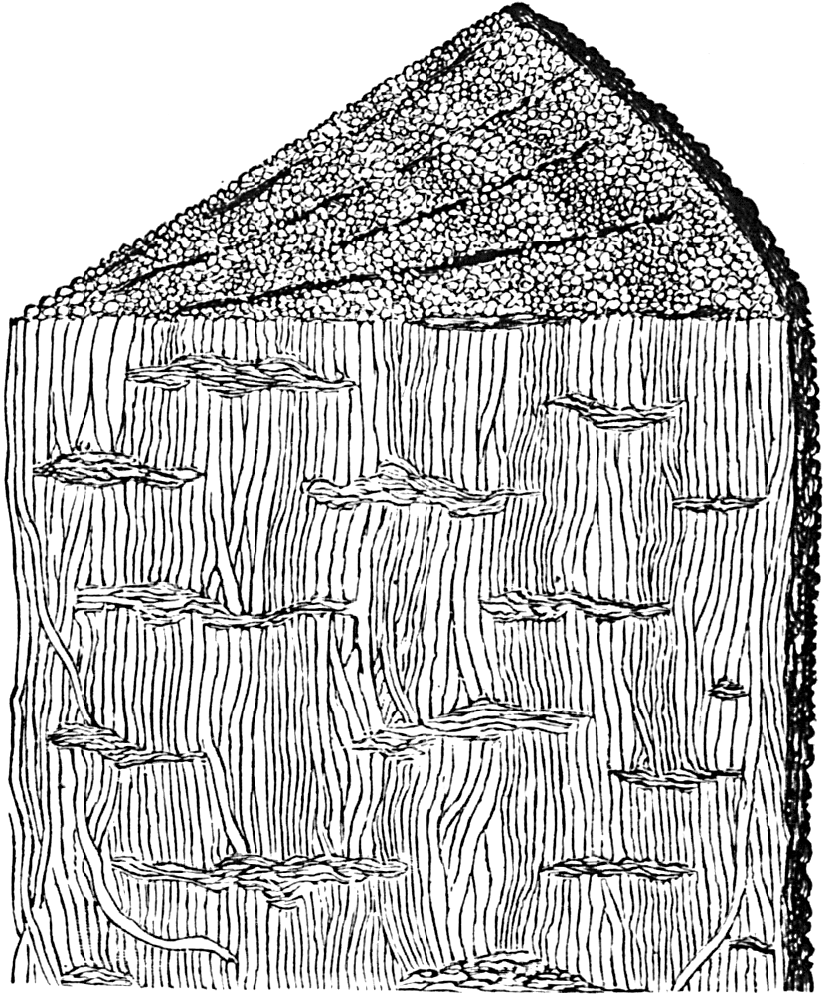
Dessin de la structure selon Dawson.
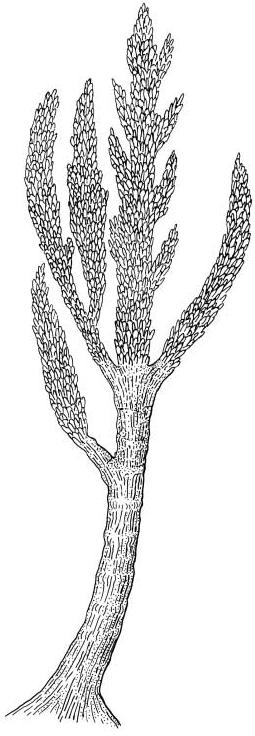
Reconstruction par Dawson, 1888.
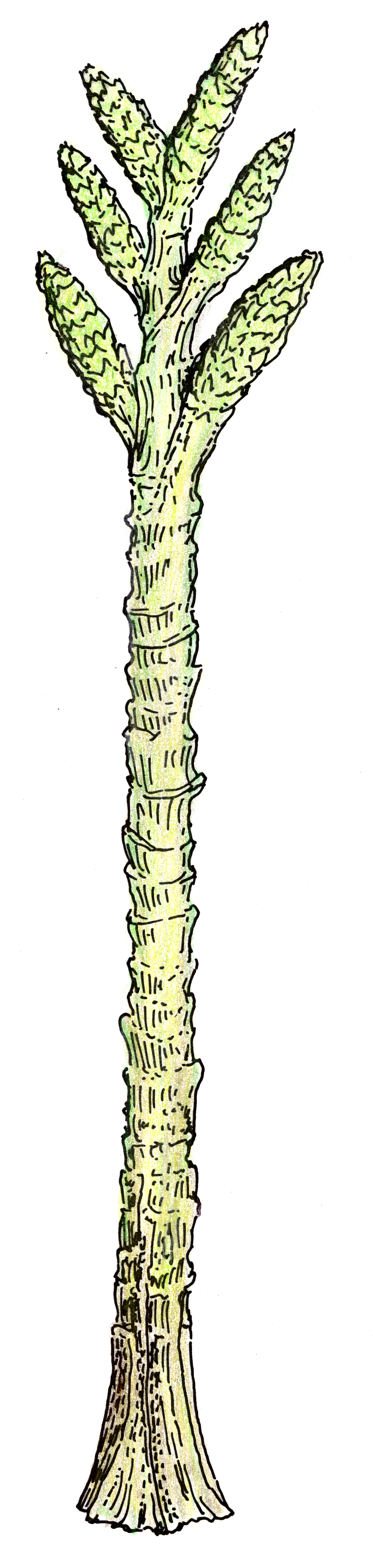
Restitution paléoartistique d'un pied de Prototaxites loganii.